# 流動智力與固定智力
流動智力与固定智力(亦稱結晶智力)（英語：Fluid and crystallized intelligence），各缩写为Gf和Gc，心理测量学术语，是构成一般智力的因素。
固定智力和流動智力的概念最初于1971年由美国心理学家雷蒙德·卡特尔加以区分。固定智力是指应用先前已获得的知识经验的能力；反之，流動智力是指在混乱状态中发现意义（新知识）、解决新问题的能力。
固定智力持续逐渐稳定地增长；流動智力则在成年初期达到峰值，随后逐渐下降（如反应时间）。